# Oncopagurus glebosus
Oncopagurus glebosus is een tienpotigensoort uit de familie van de Parapaguridae. De wetenschappelijke naam van de soort is voor het eerst geldig gepubliceerd in 1997 door Lemaitre.